# Tobias Heinrich Gottfried Trost

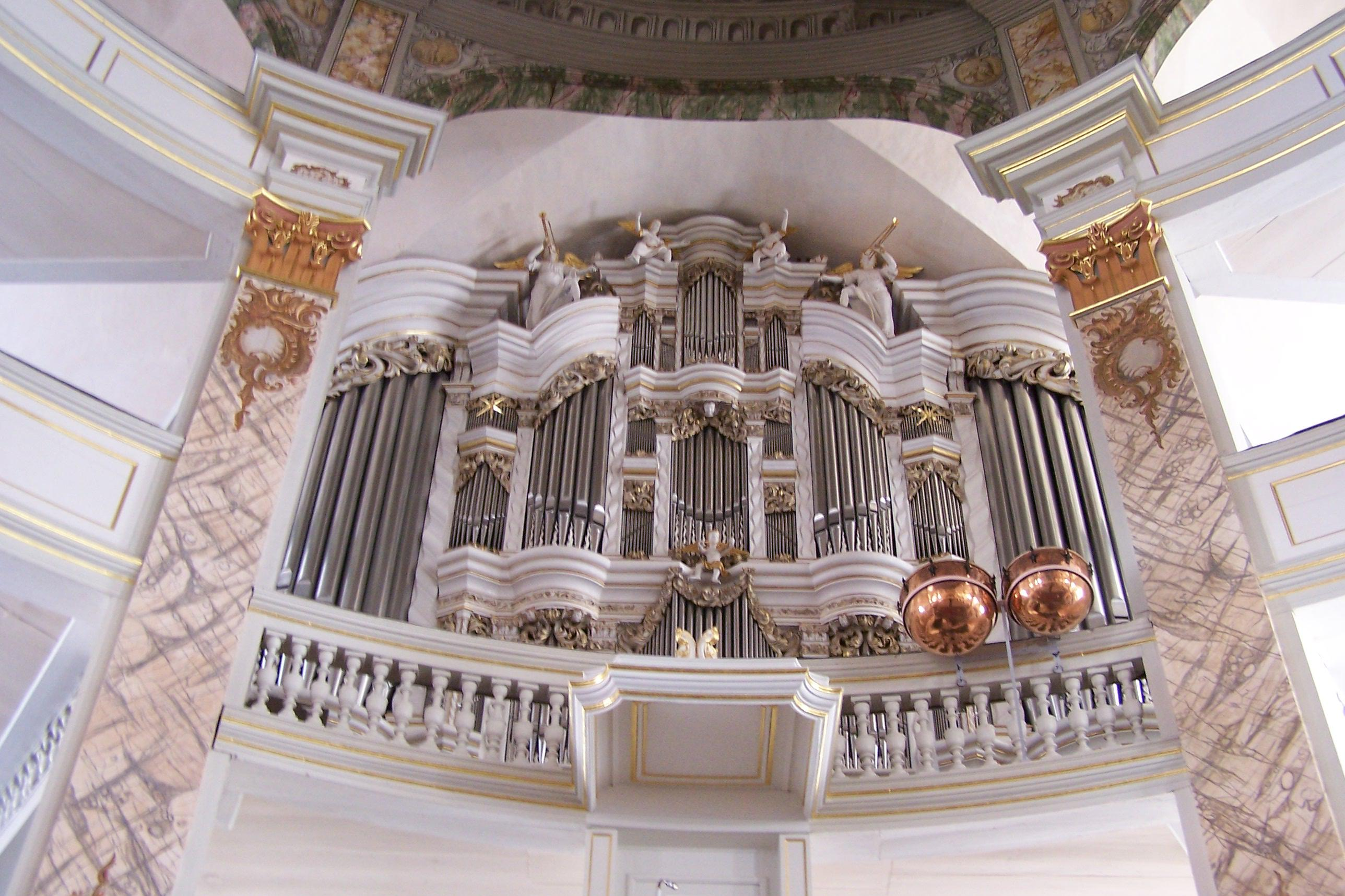
Orgel der Stadtkirche Waltershausen

Tobias Heinrich Gottfried Trost (* um 1680; † 12. August 1759 in Altenburg) gilt als bedeutendster thüringischer Orgelbauer. Er wurde von Johann Sebastian Bach hochgeschätzt. Seine weitgehend erhaltenen Instrumente in der Stadtkirche Waltershausen (1722–1730) und in der Schlosskirche Altenburg (1735–1739) gehören zu den bekanntesten Barockorgeln Mitteleuropas.

## Leben
Tobias Heinrich Gottfried Trost war der Sohn des Orgelbauers Johann Tobias Gottfried Trost und dessen Frau Anna Dorothea geb. Thüm († 1703). Zusammen mit seinem Vater, bei dem er den Orgelbau erlernte, sind erste Orgelbauarbeiten zwischen 1697 und 1706 nachweisbar. Am 3. November 1704 heiratete Trost in Tonna Susanna Catharina Schweinefleisch († 1749). Vor 1711 erlangte er den Meistertitel. 
Trost zog Anfang 1718 zu seinem Schwager nach Mockern und nach dem Tod des Vaters nach Altenburg (1722), wo er am 23. November 1723 nach einem Streit mit Johann Jacob Donati um Orgelbauprivilegien zum „Hoforgelbauer“ ernannt wurde. Der Streit mit Donati brach 1726/1727 erneut aus. 
In den Jahren 1733 bis 1735 machte Trost bei seinem Schwiegersohn Hellborn und zwei Witwen Anleihen, als er in finanzielle Nöte geriet. Ab 1754 verschlechterte sich sein Gesundheitszustand, im Sommer 1756 erlitt er einen Schlaganfall und 1759 starb Trost nach dreimonatiger schwerer Krankheit.

## Werk
Auf Trost gehen 21 Neubauten und fünf Umbauten zurück. Unter anderem schuf er mit der Orgel der Stadtkirche Waltershausen die größte Barockorgel in Thüringen. Ein weiteres bedeutendes Werk ist seine Orgel in der Schlosskirche Altenburg. Der Bach-Schüler Johann Ludwig Krebs war von 1756 bis 1780 dort Organist. Der spätere Altenburger Organist Wilhelm Stade lobte 1880 das Werk in einem Gutachten: „Die Orgel der Schlosskirche gilt als eine der besten Orgeln Deutschlands, und dies nicht mit Unrecht, denn sie zeichnet sich durch Glanz, Kraft, besonders der Bässe, durch charakteristische, feinsinnige Intonation einzelner Stimmen aus; die Solidität der Arbeit ließ nicht zu wünschen übrig.“
Während Gottfried Silbermanns Dispositionen eher konventionell und seine fünf Orgeltypen standardisiert waren, war Trost experimentierfreudig. Er setzte gerne neue Bauformen ein und bevorzugte „farbige“ Klänge. Besonders stark war der Flötenchor ausgeprägt und bis in die Ein-Fuß-Lage ausgebaut. Hingegen waren gemischte Stimmen nur zurückhaltend eingesetzt. Jedes Werk war mit nur einer Terzmixtur bestückt, Scharf und Cimbel wurden nicht verwendet. Zungenregister kamen nur sparsam zum Einsatz und blieben meist auf das Pedal beschränkt. Neben- und Effektregister waren hingegen beliebt. Trost verteilte die Register auf Haupt-, Brustwerk und Pedal, gelegentlich auf ein Oberwerk. Andere Bauformen verwendete er nicht.
Trost war wenig geschäftstüchtig; Kosten und Bauzeiten seiner Orgeln überschritten oft alle Vereinbarungen, so dass die Auftraggeber verärgert waren. An der Waltershauser Orgel arbeitete Trost von 1722 bis nachweislich 1730 – vereinbart waren zweieinhalb Jahre. Der dortige Stadtrat Marci dichtete daraufhin über „liederlichen Orgelmacher Trost“: 
„Vor gethan und nach bedacht, hat manchen,

und auch Uns bey diesem gantzen Kirch-Bau,

in viel Leid und Unglück bracht.

Der Orgelmacher heisst zwahr Trost,

doch giebt Er uns gar schlechten Trost,

Ach weren wir vom Trost erlost.“
In Altenburg bat man Gottfried Silbermann um ein Gutachten, der bei aller Wertschätzung verschiedene Verbesserungsvorschläge machte, „darinnen sich H. Trost sich viel Mühe und Arbeit gäbe, und keinen Fleiß sparete, [aber] auch schlechten profit haben dürffte“. Seit ihrer Fertigstellung 1739 ist die dortige Orgel Anziehungspunkt für Organisten und entwickelte sich schnell zu einem beliebten Konzertinstrument.

## Werkliste
Die Größe der Instrumente wird in der fünften Spalte durch die Anzahl der Manuale und die Anzahl der klingenden Register in der sechsten Spalte angezeigt. Ein großes „P“ steht für ein selbständiges Pedal. Eine Kursivierung zeigt an, dass die betreffende Orgel nicht mehr oder nur noch der Prospekt erhalten ist.
| Jahr      | Ort                | Gebäude                          | Bild | Manuale | Register | Bemerkungen |
| --------- | ------------------ | -------------------------------- | ---- | ------- | -------- | --- |
| 1697–1701 | Bad Langensalza    | St. Stephani                     |      | III/P   | 34       | Neubau zusammen mit seinem Vater; 1885 ersetzt |
| 1701      | Tonna              |                                  |      |         |          | Neubau zusammen mit Vater; nicht erhalten |
| 1705 (?)  | Aschara            | St.-Petri-Kirche                 |      | II/P    |          | Neubau zusammen mit Vater; im 18. Jahrhundert verbrannt |
| 1705–1706 | Eckardtsleben      | St.-Viti-Kirche                  |      | I       | 8 (?)    | Neubau; nicht erhalten |
| 1709–1713 | Döllstädt          | St. Peter und Paul               |      | II/P    | 20       | Neubau; Prospekt erhalten |
| 1712–1717 | Großengottern      | St. Walpurgis                    |      | II/P    | 22       | Neubau; zum großen Teil erhalten, 1996/1997 restauriert →Orgel |
| 1722      | Aspach (Hörsel)    | St. Ulrich                       |      | I       | 9        | Zuschreibung; Neubau |
| 1720–1723 | Großstöbnitz       | Dorfkirche                       |      | I/P     | 8        | Neubau; nicht erhalten, 1886 ersetzt |
| 1721–1726 | Narsdorf-Ossa      | Dorfkirche                       |      | I       | 9        | Neubau, von Johann Jacob Donati vollendet; nicht erhalten, 1886 ersetzt |
| 1722–1730 | Waltershausen      | Stadtkirche                      |      | III/P   | 47       | Neubau; erhalten, 1995–1998 restauriert → Orgel der Stadtkirche (Waltershausen) →Orgel |
| 1730?     | Saalfeld/Saale     | Schloss Saalfeld, Schlosskapelle |      |         |          | Zuschreibung; Neubau |
| 1730–1733 | Kriebitzsch        | St. Veit                         |      |         |          | Neubau, 1899 ersetzt |
| 1731–1733 | Eisenberg          | Schlosskirche                    |      |         |          | Erweiterungs-Umbau der Orgel von Christoph Donat (1683); erhalten; leicht umgebaut 1776, 1862, restauriert 1959–1963, ab 1986 restauriert und auf den Zustand von 1733 zurückgeführt →Orgel |
| 1730–1735 | Stünzhain          | Dorfkirche Stünzhain             |      | I       |          | Neubau; einige Register erhalten |
| 1735?     | Altenburg          | Schlosskirche (Positiv)          |      |         |          | Neubau; zum Teil erhalten in Thonhausen und der Altenburger Gnadenkapelle |
| 1735–1739 | Altenburg          | Schlosskirche (Große Orgel)      |      | II/P    | 36       | Neubau; zum großen Teil erhalten, 1974–1976 restauriert →Orgel |
| 1744–1746 | Thonhausen         | Ev. Dorfkirche                   |      | I/P     | 11       | Neubau; stark verändert |
| 1745–1746 | Nobitz             | Dorfkirche Nobitz                |      | I/P     | 10       | Neubau; 1826 ersetzt |
| 1746      | Bocka              | Dorfkirche                       |      | I/P     | 10       | Zuschreibung Neubau; Reste erhalten |
| 1747–1748 | Lohma an der Leina | Dorfkirche                       |      | I/P     | 10       | Neubau; nicht erhalten, 1878 ersetzt |
| 1747–1750 | Saara              | Christophoruskirche              |      | I/P     | 15       | Neubau; Reste erhalten |
| 1747–1752 | Eisenberg          | St. Petri                        |      | II/P    | 24       | Neubau; nicht erhalten, 1848 ersetzt |